# خسرو قشقایی
خسرو خان صولت قشقایی (۱۳۰۰ – ۹ مهر ۱۳۶۱) ایلخان ایل قشقایی و سیاستمدار ایرانی بود. او یکی از فرزندان صولت‌الدوله قشقایی بود که خانواده آن‌ها حداقل در چهار قرن اخیر (از ابتدای صفویه تا انقلاب ۵۷)، رهبری این ایل را بر عهده داشتند و با هر دو حکومت پهلوی و جمهوری اسلامی به مبارزه مسلحانه پرداختند. وی به اتهام «مبارزه مسلحانه علیه حکومت» توسط جمهوری اسلامی تیرباران گردید. 
وی همچنین فرمانده قوای قشقایی در جنگ سمیرم بود و نقش پررنگی در غارت پادگان انگلیسی سمیرم داشت.
او آخرین مالک شخصی باغ ارم شیراز بود.

## پیشینه خانوادگی
خسروخان، چهارمین پسر اسماعیل خان صولت‌الدوله (ایلخان قشقایی) و خدیجه بی‌بی، پس از محمدناصر خان، ملک‌منصور خان و محمد حسین خان بود. در دورهٔ حکومت رضاشاه و تلاش دولت مرکزی برای گسترش فرمانروایی و حذف عناصر پرنفوذ، پدرش اسماعیل خان که ایلخان و وکیل مجلس شورای ملی بود با دولت دچار اختلاف شد و به زندان افتاد و جان خود را در زندان از دست داد.
پس از شهریور ۱۳۲۰ خورشیدی، خسرو صولت قشقایی که در تهران و تحت نظر حکومت رضاشاه بود به میان ایل قشقایی در استان فارس بازگشت و تا سال ۱۳۳۲ برای یک دورهٔ ۱۲ ساله به عنوان سیاستمداری پرنفوذ در صحنهٔ سیاسی ایران و فارس فعالیت کرد.

## نبرد سمیرم
خسروخان قشقایی در نبرد سمیرم که در اوایل تیر ۱۳۲۲ خورشیدی بین نیروهای بویراحمدی و قشقایی و قوای لشکر ۹ اصفهان رخ داد، رهبری نیروهای قشقایی را بر عهده داشت. نیروهای قشقایی در این نبرد با کمک ایل بویراحمدی توانستند پادگان سمیرم را تسخیر کنند که سرهنگ شقاقی در این نبرد کشته شد.
پس از این واقعه، دولت مرکزی با ایل قشقایی عهدنامه‌ای امضا کرد که به موجب یکی از بندهای آن، خسروخان توانست به صحنهٔ سیاسی ایران وارد شود. او در سال ۱۳۲۷ به نمایندگی از شهرستان فیروزآباد به مجلس شورای ملی رفت (دوره پانزدهم) و در دوره بعد نیز بر این کرسی نشست.

## نهضت ملی شدن نفت
دوران نمایندگی خسرو خان با نهضت ملی شدن نفت همراه شد که خسرو خان به آن پیوست و از دکتر مصدق پشتیبانی کرد. در تیر ۱۳۲۹ که کمیسیون خاص نفت به ریاست دکتر مصدق تشکیل شد، خسرو خان یکی از اعضای آن و منشی کمیسیون بود. تلاشهای او و دیگر نمایندگان جبهه ملی ایران به تصویب قانون ملی شدن نفت در ۲۹ اسفند ۱۳۲۹ و همچنین به طرح ۹ ماده‌ای نحوهٔ اجرای ملی کردن در کمیسیون نفت در پنجم اردیبهشت ۱۳۳۰ انجامید.

## تبعید
در جریان اختلافات شاه و محمد مصدق در سال ۱۳۳۲ و پس از کودتای ۲۸ مرداد، برادران قشقایی یعنی محمدناصر خان، ملک‌منصور خان، محمدحسین خان و خسرو خان به عنوان سران ایل قشقایی از مصدق حمایت کردند و ایل قشقایی تنها نیروی مسلحی بود که به حمایت از محمد مصدق تفنگ به دست گرفت. پس از سرنگونی دولت مصدق و استقرار دولت سپهبد زاهدی، املاک برادران قشقایی مصادره شد و آن‌ها مجبور به اقامت در اروپا شدند.
خسرو خان پس از خروج از ایران راهی کشور ایتالیا شد؛ سپس در شهر مونیخ آلمان ساکن شد و تا سال ۱۳۵۷ در آنجا زندگی کرد. وی در این مدت نشریه باختر امروز را به کمک دانشجویان جبهه ملی منتشر ساخت. 
بنا به ادعای امیراصلان افشار سفیر وقت ایران در آلمان، خسرو خان که در کشور مزبور فعالیت‌های وسیعی بر علیه محمدرضا شاه داشته است با دعوت سفیر برای سازش شرکت می‌کند ولی در پاسخ به امان گرفتن برای بازگشت و زندگی آزادانه در ایران می‌گوید که به دلیل بدهی ۷۰۰ هزار مارکی نمی‌تواند از آلمان خارج شود و به ایران برگردد. سفیر بدون اطلاع خسرو خان مراتب را به شاه گزارش می‌کند و بلافاصله شاه چکی به مبلغ ۷۰۰ هزار مارک برای رفع بدهی و خطر زندانی شدن در آلمان برای وی صادر می‌کند، خسرو خان مبلغ را دریافت می‌کند.

## انقلاب ۱۳۵۷
دوران تبعید برادران قشقایی در اروپا به مدت ۲۵ سال طول کشید. با پیروزی انقلاب و فروپاشی رژیم پهلوی، ناصر خان و خسرو خان قشقایی در زمستان ۱۳۵۷ به ایران و محل قدرت خود یعنی فیروزآباد فارس برگشتند و از انقلاب پشتیبانی کردند.
در همان سال ۱۳۵۷ به دستور خسروخان، قشقایی‌های مسلح در فیروزآباد رژه رفتند. در این هنگام تنش‌های سیاسی فزاینده‌ای که در اثر آشوب و اغتشاش حاصل از فروپاشی نظام پادشاهی و شکل‌گیری نظام جدید فضای کشور را تحت‌الشعاع قرار داده بود، سرانجام دامن خسرو صولت قشقایی را هم گرفت. وی که در این مدت به رغم پشتیبانی کلی از انقلاب و آرمانهای آن، با تأکید بر ادامه راه دکتر مصدق و انتقاد از پاره‌ای گرایشهای تندرو، مخالفت طیف تندرویی از عناصر برآمده از انقلاب را برانگیخته بود، در انتخابات نخستین دوره مجلس شورای اسلامی شرکت کرد و در بهار ۱۳۵۹ به همت یاور همیشگی‌اش زریرخان جهانگیری به نمایندگی از شهرستان اقلید در مجلس حضور یافت، ولی اعتبارنامه‌اش تصویب نشد.
خسرو خان که هدف انتقاد نیروهای تندروی انقلابی و اتهامات دانشجویان مسلمان پیرو خط امام شده بود، به دست گروهی مسلح ربوده و مضروب شد. در پی انتشار این خبر، انبوهی از مردم ایل قشقایی در اعلام پشتیبانی از خسروخان و اعتراض به این عمل تعدادی از جاده‌های اصلی فارس را مسدود کردند و دست به اسلحه بردند. به کلانتران ایل قشقایی در سراسر فارس که تعدادشان هفتاد نفر بود، آماده باش داده شد و آن‌ها مشغول گردآوری جوانان جنگجو شدند. در همین حال دستور رهایی خسرو قشقایی از بازداشت صادر شد و وی به فارس بازگشت.
به رغم تلاشهایی برای حل مسالمت‌آمیز این ماجرا، حرکتی که به این نحو آغاز شده به مدت دو سال و با رشته زد و خوردهای پراکنده‌ای میان قشقاییان و جمهوری اسلامی ادامه یافت تا سرانجام پس از رویارویی نهایی در اوایل اردیبهشت ۱۳۶۱ در نزدیکی فیروزآباد، نیروهای حکومت بر قشقایی‌ها چیره شدند. در خرداد همان سال، خسرو خان صولت قشقایی به همراه چند تن از افرادش در شیراز دستگیر و پس از محاکمه در ۹ مهر ۱۳۶۱ همان سال در فیروزآباد تیرباران کردند.
خسرو سیف دبیرکل حزب ملت ایران معتقد است که تا زمانی که آیت الله ربانی شیرازی زنده بود رابطهٔ حکومت با قشقایی‌ها خوب بود اما پس از اینکه وی در تصادف مشکوکی کشته شد، حکومت فشار و تعرض بر قشقایی‌ها را آغاز کرد و آن‌ها هم به همین دلیل به کوه زدند و بر حکومت شوریدند؛ ولی اندکی پس از مهاجرت ناصر خان به خارج، خسرو خان بازداشت شد.

## بازداشت و محاکمه
خسروخان قشقایی متهم به همکاری با دریادار مدنی (استاندار وقت خوزستان)، علیه امنیت کشور شد و در سال ۱۳۶۱ در شیراز دستگیر شد. خسرو سیف معتقد است خسرو خان مدتی در کوه مقاومت کرد بعد به شیراز آمد و در منزل یکی از قشقایی‌ها بازداشت شد و از آنجا که در آن زمان در رأس اداره اطلاعات سپاه شیراز افرادی همچون مصطفی کاظمی و عالی خانی (متهمان پروندهٔ قتل‌های زنجیره‌ای در سال ۱۳۷۷) بودند، وی را شکنجه و بعد اعدام کردند.
بدین ترتیب پس از بازداشت و شکنجه، زیر فشار و تهدید، مصاحبه‌ای ساختگی با رسانه‌ها برای خسرو خان قشقایی ترتیب داده شد و از او خواستند به وابستگی به آژانس‌های جاسوسی خارجی اعتراف کند تا آزاد شود. این رویداد هم‌زمان بود با بازداشت، محاکمه و اعدام صادق قطب‌زاده (وزیر خارجه حکومت جمهوری). اتهامی که به خسرو خان قشقایی وارد شد «مبارزه مسلحانه علیه حکومت» و «اقدام علیه امنیت ملی» عنوان شد. حکومت معتقد بود خسرو خان قشقایی با حمایت مردم جنوب، اقدام به جمع‌آوری نیرو و تحرکات مسلحانه در رویارویی با انقلاب و جمهوری اسلامی کرده‌است پس از آن خسروخان قشقایی را تیرباران کردند. پس اعدام او، برای جلوگیری خیزش قشقایی‌های مسلح، به جای زادگاهش فیروزآباد، در شیراز دفن شد.